# Nuno Bettencourt
Nuno Duarte Gil Mendes Bettencourt (ur. 20 września 1966 w Praia da Vitória) – amerykański gitarzysta, multiinstrumentalista, kompozytor, wokalista, autor tekstów i producent muzyczny pochodzenia portugalskiego. Stał się rozpoznawalny jako główny gitarzysta zespołu rockowego Extreme z Bostonu. Nagrał również solowy album, a także współzałożył zespoły, w tym Satellite Party.

## Życiorys
Urodził się w Portugalii jako syn Aureoliny da Cunhy Gil de Ávily Bettencourt (zm. 2002) i Ezequiela Mendesa Bettencourta. Miał pięciu braci – Luísa, Roberto, Jorge, Paulo i João oraz cztery siostry – Fatimę, Ivone, Teresę i Helenę. Gdy miał cztery lata wraz z rodziną przeniósł się do Hudson w Massachusetts, gdzie przez 21 lat mieszkał na Main Street.
Początkowo Bettencourt nie interesował się muzyką, woląc spędzać czas grając w hokeja i piłkę nożną. Jego pierwszym instrumentem była perkusja i grał wyłącznie na niej, dopóki jego brat Luis nie zaczął uczyć go gry na gitarze. Wpływ na jego rozwój jako muzyka wywarli m.in.: Eddie Van Halen, the Beatles, Led Zeppelin, Prince, Queen (Brian May), Paco de Lucía i Al Di Meola.
Nuno doczekał się gitar sygnowanych jego nazwiskiem. Są to modele N firmy Washburn. Sam Bettencourt gra na gitarze Washburn N4.
W 2004 został sklasyfikowany na 44. miejscu listy 100 najlepszych gitarzystów heavymetalowych wszech czasów według magazynu Guitar World.
W listopadzie 2009 rozpoczął współpracę z Rihanną i będzie jej towarzyszył podczas najbliższych tras koncertowych jako gitarzysta prowadzący. Współpracował z takimi artystami jak Lúcia Moniz, Dweezil Zappa, Robert Palmer i Janet Jackson.
Wystąpił jako rocker w komediodramacie muzycznym Adama Shankmana Rock of Ages (2012).
Był żonaty z Suze DeMarchi, z którą ma córkę Bebe Orleans (ur. 1996) i syna Lorenzo Aureolino (ur. 2002).

## Dyskografia
| Extreme - Extreme (1989) - II Pornograffitti (1990) - III Sides to Every Story (1992) - Waiting for the Punchline (1995) - Saudades de Rock (2008) - SIX (2023) Nuno - Schizophonic (1997) - Mourning Widows (1998) Mourning Widows - Furnished Souls For Rent (2000) |  | Population 1 - Population 1 (2002) - Sessions From Room 4 (2004) DramaGods - Love (2005) Satellite Party - Ultra Payloaded (2007) Inne - Numbers from the Beast: An All Star Salute to Iron Maiden (2005) |